# Ángel Cabrera (golf)
Pour les articles homonymes, voir Cabrera et Ángel Cabrera.
Ángel Cabrera, né le 12 septembre 1969 à Córdoba, est un golfeur argentin qui joue principalement sur le Tour européen PGA. Il est affectueusement surnommé "El Pato" (le canard) pour sa démarche qui rappelle celle de l'animal. C'est le champion de l'édition 2007 de l'U.S. Open et du Masters 2009. C'est le seul Argentin à avoir gagné à la fois le Masters et l'U.S. Open.

## Biographie
Il débute en tant que caddie dans le club de Eduardo Romero, qui lui servira de mentor et favorisera sa carrière. Passé Pro à l'âge de 20 ans, il échoue à trois reprises au tour de qualification pour obtenir sa carte sur le Circuit Européen, avant d'obtenir sa carte pour l'année 1996.
Il obtient la dixième place à l'ordre du mérite en 1999. Depuis, il occupe régulièrement les premiers rôles sur le circuit européen, avec comme résultat une cinquième place en 2005. Sa première victoire sur le circuit européen se situe à domicile, pour l'Open d'Argentine, en 2001, seule année où celui-ci figure au programme du circuit européen. Depuis, il a remporté deux autres épreuves sur ce circuit.
En 2007, il remporte son premier Majeurs en remportant l'U.S. Open. Il remporte ce tournoi avec un score de 5 au-dessus du par, devançant Tiger Woods et Jim Furyk de un coup et ce malgré un retard de 4 coups sur les leaders, et de deux sur Tiger Woods à l'orée du dernier tour.
Cette victoire est la première d'un golfeur argentin à l'U.S. Open. C'est seulement la deuxième victoire d'un argentin dans un Majeurs, après celle de son compatriote Roberto DeVicenzo au British Open 1967.
En avril 2009, l'argentin ajoute un deuxième tournoi majeur à son palmarès en remportant le prestigieux Masters d'Augusta après une lutte acharnée avec Kenny Perry et Chad Campbell lors de la dernière journée du tournoi (deux tours de barrages).

## Palmarès

### Majeurs
- U.S. Open 2007
- Masters 2009

### Circuit Européen
- 2001 Open d'Argentine (a figuré au programme du Circuit Européen uniquement cette année-là)
- 2002 Benson & Hedges International Open
- 2005 BMW Championship

### Autres victoires
- 1995 Paraguay Open, Colombian Open
- 1996 Volvo Masters of Latin America
- 2001 Torneo de Maestros Telefonica (Argentina)
- 2002 Open d'Argentine, Argentine PGA Championship (à égalité avec Gustavo Rojas)
- 2004 Abierto del sur de Argentina
- 2005 Torneo De Maestros Copa Personal, Abierto De Centro, Abierto De Norte

### Compétitions disputées par équipes
- Participation à la Dunhill Cup avec l'Argentine : 1997, 1998, 2000
- Participation à la Coupe du monde de golf avec l'Argentine :  1998, 1999, 2000, 2001, 2002, 2003, 2004, 2005
- Participation à la Presidents Cup avec l'Argentine :  2005